# Zlatý potok
Zlatý potok är ett vattendrag i Tjeckien. Det ligger i den sydvästra delen av landet, 110 km söder om huvudstaden Prag.